# 岸野洋久
岸野 洋久（きしの ひろひさ、1955年6月12日 - ）は、日本の分子生物学者、東京大学名誉教授。

## 略歴
山口県生まれ。1978年東京大学理学部数学科卒、1980年同大学院修士課程修了、文部省統計数理研究所助手となり、1990年東京大学海洋研究所助教授、1993年東京大学総合文化研究科助教授、1999年東京大学農学生命科学研究科教授となる。2021年3月定年退官、東京大学名誉教授。同年5月、中央大学 AI・データサイエンス社会実装ラボ 客員研究員 (機構教授)に就任。

## 著書
- 『社会現象の統計学』(シリーズ<社会現象の計量分析>) 朝倉書店 1992　ISBN 978-4254126310
- 『生のデータを料理する 統計科学における調査とモデル化』日本評論社 1999　ISBN 978-4535782877
- 『ゲノム進化の読解法』 (岩波科学ライブラリー) 岩波書店 2006　ISBN 978-4000074568

### 共編著
- 『分子系統学』長谷川政美共著 岩波書店 1996　ISBN 978-4000059381
- 『複雑現象を量る 紙リサイクル社会の調査』 (シリーズ<データの科学>) 羽生和紀共著 朝倉書店 2001　ISBN 978-4254127270
- 『生物配列の統計 核酸・タンパクから情報を読む』 (統計科学のフロンティア) 浅井潔共著 岩波書店 2003　ISBN 978-4000068499
- 『モデルヴァリデーション』 (データサイエンス・シリーズ) 北川源四郎,樋口知之, 山下智志,川崎能典共著 共立出版 2005　ISBN 978-4320120044
- 『生産環境統計学』(朝倉農学体系4) 岸野洋久編 朝倉書店 2022　ISBN 978-4254405743

### 翻訳
- D.K.Dey, C.R.Rao 編『ベイズ統計分析ハンドブック』繁桝算男,大森裕浩共監訳 朝倉書店 2011　ISBN 978-4254121810

## 論文
- ＜岸野洋久
- researchmap: 岸野洋久 論文